# Cajapió
Cajapió là một đô thị thuộc bang Maranhão, Brasil. Đô thị này có diện tích 908,721 km², dân số năm 2007 là 9148 người, mật độ 10,07 người/km².